# Doomsday Machine (film)
Doomsday Machine è un film fantascientifico del 1972 per la regia di Lee Sholem, Harry Hope e Herbert J. Leder (non accreditato).
Fu originariamente filmato nel 1967 ma completato, senza il cast né i set originali, nel 1972.
La storia ha origine, come dal titolo, su un ordigno dell'apocalisse (o macchina del giudizio universale, in inglese doomsday machine) che distrugge la Terra e sugli sforzi dei superstiti per raggiungere il pianeta Venere.
Il film è inedito in italiano.

## Trama
Una giovane spia scopre che il governo cinese ha creato un ordigno apocalittico in grado di distruggere la Terra e che verrà attivato entro 72 ore. Poco dopo il progetto Astra - una missione di due anni su Venere del programma spaziale degli Stati Uniti - subisce un inspiegabile cambiamento: il suo conto alla rovescia per il lancio viene affrettato e subito prima del decollo tre dei sette astronauti dell'equipaggio vengono sbarcati e sostituiti con tre donne, una delle quali è sovietica.
Dopo avere lasciato la Terra, i sette membri dell'equipaggio di Astra apprendono della terribile minaccia rappresentata dall'ordigno atomico cinese, contro cui non vi è difesa, e deducono di essere stati radunati per far sopravvivere la razza umana nel caso i cinesi attivassero la loro arma mortale. Entro poche ore il dispositivo distruggerà la Terra.
A mano a mano che Astra fa il suo viaggio verso Venere, gli astronauti si rendono conto che sarà impossibile effettuare un atterraggio in sicurezza sul pianeta a meno che l'equipaggio non venga ridotto a tre persone. Uno degli astronauti tenta di violentare una collega ed entrambi vengono accidentalmente espulsi da una camera di compensazione.
Altri due membri dell'equipaggio - un astronauta americano e la cosmonauta russa - rimangono dispersi mentre si stavano recando a riparare un guasto. Essi tuttavia notano un altro veicolo spaziale nelle vicinanze e vi salgono a bordo. La seconda navetta si rivela essere un veicolo spaziale sovietico perduto, che era scomparso ai comandi di un amico intimo della cosmonauta. Anche se il suo pilota è morto, gli astronauti riescono ad accendere i motori della navetta. Prima che le due navi possano incontrarsi, si perde tuttavia il contatto con l'Astra.
Si ode improvvisamente una voce incorporea, che sostiene di essere la coscienza collettiva della popolazione venusiana. La voce informa i superstiti nella nave russa che Astra non esiste più, e che non sarà permesso agli esseri umani di raggiungere Venere. Fornisce inoltre un criptico messaggio su una vita al di là dell'universo, prima che il film si concluda bruscamente.

## Produzione
La lavorazione del film fu notevolmente travagliata e più volte interrotta. Le riprese iniziarono nel 1967 con la regia di Herbert J. Leder, coi titoli di lavorazione di Armageddon 1975 e Doomesday Plus Seven.
La produzione venne fermata prima del completamento del film, ma i diritti vennero acquistati e il film venne completato con il montaggio definitivo nel 1972, senza disporre del cast né dei set originali.
I suoi sciatti standard di produzione lo hanno reso uno dei film preferiti dagli appassionati del cattivo cinema. L'uso eccessivo di filmati di repertorio comprende un filmato (fortemente degradato) di un vero razzo della NASA, riprese di effetti speciali di David L. Hewitt (che lavorò anche ai film The Wizard of Mars, 1965, e Gorath, 1962) e da altre fonti disparate, provocando numerosi errori di continuità.
Tra gli errori persistenti c'è l'aspetto esterno dell'Astra, che cambia inspiegabilmente durante tutto il film. L'ultima scena dolorosamente prolungata della storia - con un astronauta americano e una russa che si imbarcano in una navicella spaziale sovietica abbandonata - era stato ovviamente girato dopo l'incompiuta fotografia principale, senza uno dei due attori originali dei personaggi. Essi rimangono nelle loro tute spaziali, che appaiono sensibilmente differenti da quelle viste nelle scene immediatamente precedenti e i cui caschi sono misteriosamente diventati opachi, per nascondere i loro volti, le loro voci sono completamente diverse da quelle che si odono nel resto del film e la donna russa perde il suo caratteristico accento.

## Distribuzione
Il film è anche conosciuto coi titolo Armageddon 1975, Doomsday, Escape from Planet Earth.
Negli Stati Uniti il film è entrato nel pubblico dominio.

## Critica
Fantafilm scrive al riguardo: "Debole sul piano narrativo e guastato da illogici rigurgiti da guerra fredda [...] il film è fortemente penalizzato da effetti molto artigianali e da una lavorazione cominciata nel 1967 e più volte interrotta."